# Bad Soden (Kinzigtal)
Bad Soden (bis 1928 Soden, 1928–1974 Bad Soden bei Salmünster) ist ein Stadtteil von Bad Soden-Salmünster im hessischen Main-Kinzig-Kreis. Weitere Ortsteile sind Ahl, Alsberg, Hausen, Eckardroth, Katholisch-Willenroth, Kerbersdorf, Mernes, Romsthal, Salmünster und Wahlert.
Die ehemals selbständige Kurstadt Bad Soden bei Salmünster wurde am 1. Juli 1974 im Zuge der Gebietsreform in Hessen kraft Gesetzes mit der Stadt Salmünster und der Gemeinde Mernes zur Stadt Bad Soden-Salmünster zusammengeschlossen.

## Geographie

### Lage

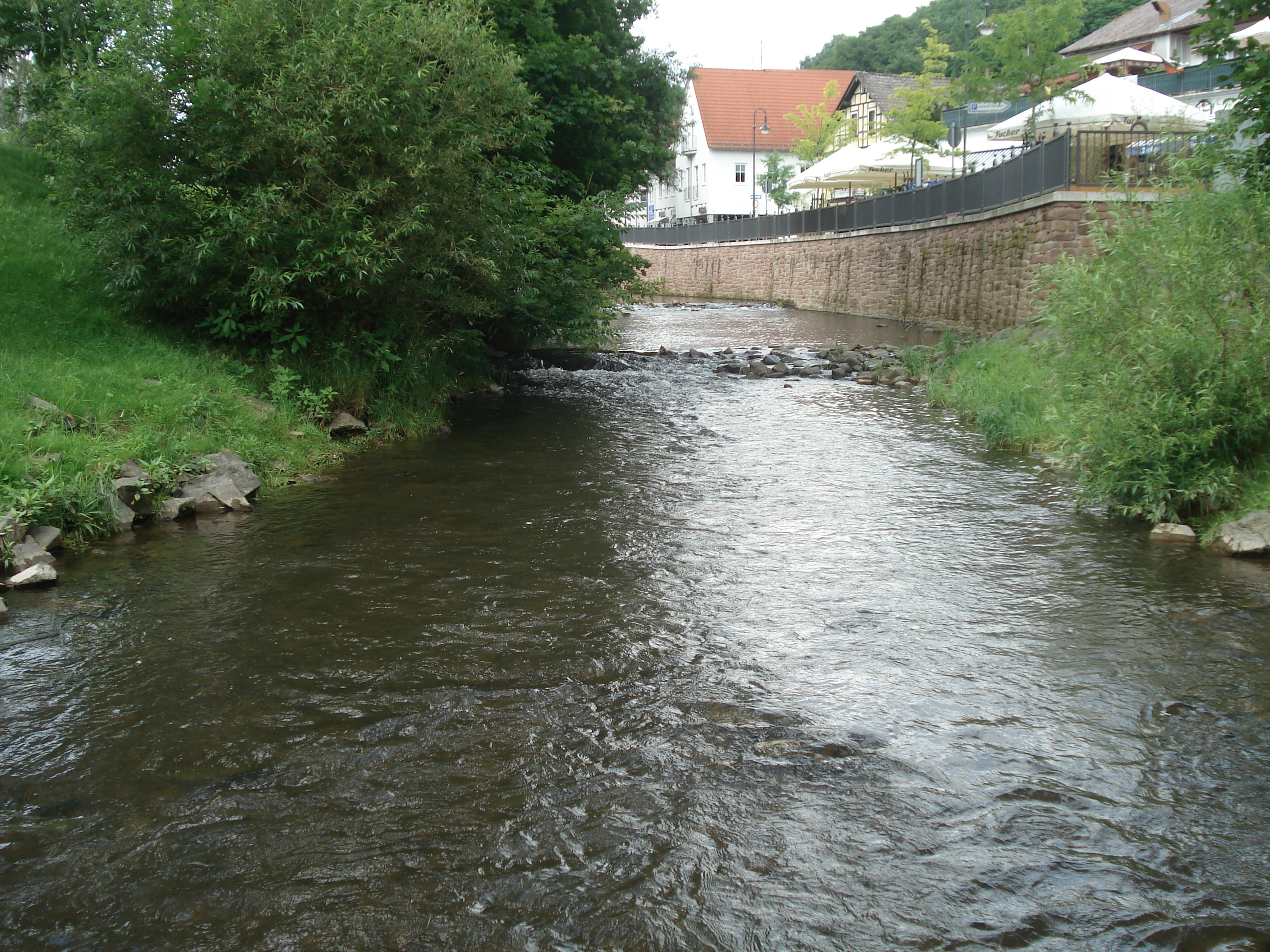
Die Salz in Bad Soden

Bad Soden liegt im Main-Kinzig-Kreis am Nordrand des Spessarts und am Südrand des Vogelsbergs im Kinzigtal.
Durch Bad Soden fließt die Salz, die bei Salmünster in die Kinzig mündet; Spazier- und Radwege durch die Flussauen verbinden beide Stadtteile.

### Nachbarorte
Bad Soden grenzt im Norden an die Ortsteile Wahlert und Romsthal, im Osten an den Ortsteil Ahl, im Süden an den Ortsteil Salmünster und im Westen an das zur Gemeinde Brachttal zählende Udenhain.
| Udenhain, Schlierbach | Wahlert, Romsthal                           | Marborn    |
| Udenhain              | Kompassrose, die auf Nachbargemeinden zeigt | Ahl        |
| Neudorf               | Salmünster                                  | Salmünster |

## Geschichte

### Mittelalter
Die älteste erhaltene Erwähnung von (Bad) Soden, als „Sodin“, stammt aus dem Jahr 1190.
Hauptwirtschaftsgut der Siedlung war seit dem frühen Mittelalter das Salz; insoweit ist ihre Geschichte parallel zu derjenigen des nur wenige Kilometer südlich gelegenen Bad Orb zu betrachten, unterscheidet sich jedoch insbesondere wegen der unterschiedlichen Herrschaften erheblich von dieser.

Bereits um 900 wurden in der Umgebung salzhaltige Quellen gefunden, die in den Besitz des Klosters Fulda gelangten. Um 1190 wurde in einer Urkunde des Abtes Konrad II. von Fulda (1177–1192) Sodin erwähnt. Am 6. Juli 1296 wurde die unterhalb der Burg Stolzenberg gelegene Siedlung durch König Adolf von Nassau unter dem Namen „Stolzental“ zur Stadt erhoben und mit Frankfurter Recht versehen. In der Praxis setzte sich aber der Gang zum Oberhof Gelnhausen durch. Das Dorf der Salzsieder wurde der Stadt eingemeindet und setzte sich namensetymologisch am Ende durch. Ob die Burg Stolzenberg eine Schutzfunktion für die Solequellen wahrnahm, ist historisch nicht gesichert. 
Die Burg war im 14. und 15. Jahrhundert auch Sitz der Herren von Hutten, die die Stadt als Pfandbesitz Fuldas verwalteten. Nachdem Philipp der Großmütige 1522 die Burg eingenommen hatte, entstand in der Siedlung im Tal 1536 eine neue Residenz der Hutten, die als „Huttenschloss“ erhalten ist.

### Neuzeit
Anders als in Orb wurden im 16. Jahrhundert die Salzquellen verschüttet und die Salinen stillgelegt. Soden war zeitweise verpfändet an Kurmainz, wurde jedoch 1734 von Fulda zurückgekauft, indes mit der Maßgabe, die Solequellen nicht zu reaktivieren, solange die mit 10 Gradierwerken in Orb arbeitende Saline in Produktion war; ein Konkurrenzbetrieb sollte auf diese Weise ausgeschlossen werden.
Die Säkularisation des Klosters Fulda 1803 führte zu einer Besitzübernahme durch das Kurfürstentum Hessen nach der Neuordnung im Wiener Kongress 1815. Da es Kurmainz im neu geordneten Reich nun auch nicht mehr gab, wurde die Verpflichtung, die Salzquellen nicht zu nutzen, hinfällig. Trotzdem hat Kurhessen die Neuerrichtung einer Saline als wirtschaftlich unrentabel verworfen. Parallel vollzog sich auch der Niedergang der Orber Saline unter bayerischer Regierung.
Ebenso wie in Orb begann im 19. Jahrhundert die Nutzung der Solequellen als Heilwasser. 1837 – im gleichen Jahr, als der Apotheker Franz Leopold Koch (1782–1850) die erste Solbadeanstalt mit 8 Badekabinetten in Orb errichtete – begann man, die Sodener Quellen freizulegen. Hierzu überliefert ist die Geschichte von einer Kuh: Ständig an einer bestimmten Stelle auf der Wiese links der Salz leckend, animierte sie die Einwohner zu Grabungen, die einen alten Brunnenschacht und die kohlensäurehaltige Sole ans Tageslicht förderten. Relikte mittelalterlicher Gradierkästen wurden ausgegraben. Friedrich Wilhelm von Hessen, der letzte Kurfürst, sprach der Stadt 1844 das Recht zu, die Quellen zu fassen. Die Bürger nutzten diesen heilenden Schatz der Natur zu Beginn in privater Hand, jedoch fehlten Investoren. Wohlhabende Frankfurter – die Orber Jagdgesellschaft – investierten in die Koch’schen Anlagen vor Ort, nicht aber in die Quellen von Soden. Am 9. Oktober 1875 erwarben Georg Vitriarius und Balthasar Emmerich aus Gießen von der Stadt Soden die Quellen. Vitriarius errichtete im Souterrain des Huttenschlosses eine erste private Badeanstalt. „Bis zum Jahr 1881 wurde ein Badehaus mit 8 Badezellen geschaffen. Nach Vitriarius' Tod führte seine Witwe das Geschäft mit großem Erfolg fort. Sie erbaute das Kurhaus, die Villa Vitriarius, legte die Badestraße an, Fasste die Rolandquelle und richtete einen Tafelwasserversand ein“.
Erst 1919 gelang es der Stadt, das Nutzungsrecht von der privaten Betreibergesellschaft zurückzuerwerben; neue Sprudel wurden erschlossen. 1928 wurden der Stadt das Prädikat „Bad“ verliehen und seitdem die Gesundheitsinfrastruktur kontinuierlich ausgebaut. Die Kurstadt verfügt heute über ein vielfältiges Hotellerie- und Gastronomieangebot, acht hoch qualifizierte Reha-Fachkliniken, eine umfassende ambulante Ärzte- und Therapieversorgung sowie viele Freizeiteinrichtungen.
Mit der Spessart-Therme errichtete Bad Soden 2005 eine Thermalbade- und Saunalandschaft nach zeitgenössischem Wellness-Verständnis.

### Gebietsreform
Am 1. Dezember 1970 wurde die bis dahin selbständige Gemeinde Wahlert im Zuge Gebietsreform in Hessen auf freiwilliger Basis in die Stadt Bad Soden bei Salmünster eingegliedert. Am 1. April 1972 folgen die Gemeinden Eckardroth und Ahl ebenfalls auf freiwilliger Basis.
Die Stadt Bad Soden-Salmünster besteht seit dem 1. Juli 1974. Sie entstand durch den Zusammenschluss kraft Landesgesetz der Städte Bad Soden bei Salmünster und Salmünster sowie der Gemeinde Mernes. Für Bad Soden wurde ein Ortsbezirk mit Ortsbeirat und Ortsvorsteher eingerichtet.

### Einwohnerentwicklung
Quelle: Historisches Ortslexikon
| • 1668: | 021 Herdstätten mit 95 Personen |
| • 1789: | 130 Bürger (mit Hof Salz)       |
| • 1812: | 128 Feuerstellen, 986 Seelen    |

| Bad Soden: Einwohnerzahlen von 1812 bis 1970 | Bad Soden: Einwohnerzahlen von 1812 bis 1970 | Bad Soden: Einwohnerzahlen von 1812 bis 1970 | Bad Soden: Einwohnerzahlen von 1812 bis 1970 | Bad Soden: Einwohnerzahlen von 1812 bis 1970 |
| --- | -------------------------------------------- | -------------------------------------------- | -------------------------------------------- | -------------------------------------------- |
| Jahr |                                              |                                              |                                              | Einwohner                                    |
| 1812 | 1812                                         |                                              | 986                                          | 986                                          |
| 1834 | 1834                                         |                                              | 1.067                                        | 1.067                                        |
| 1840 | 1840                                         |                                              | 1.092                                        | 1.092                                        |
| 1846 | 1846                                         |                                              | 1.122                                        | 1.122                                        |
| 1852 | 1852                                         |                                              | 1.136                                        | 1.136                                        |
| 1858 | 1858                                         |                                              | 1.002                                        | 1.002                                        |
| 1864 | 1864                                         |                                              | 955                                          | 955                                          |
| 1871 | 1871                                         |                                              | 922                                          | 922                                          |
| 1875 | 1875                                         |                                              | 863                                          | 863                                          |
| 1885 | 1885                                         |                                              | 883                                          | 883                                          |
| 1895 | 1895                                         |                                              | 1.026                                        | 1.026                                        |
| 1905 | 1905                                         |                                              | 1.127                                        | 1.127                                        |
| 1910 | 1910                                         |                                              | 1.280                                        | 1.280                                        |
| 1925 | 1925                                         |                                              | 1.441                                        | 1.441                                        |
| 1939 | 1939                                         |                                              | 1.426                                        | 1.426                                        |
| 1946 | 1946                                         |                                              | 2.199                                        | 2.199                                        |
| 1950 | 1950                                         |                                              | 2.168                                        | 2.168                                        |
| 1956 | 1956                                         |                                              | 2.183                                        | 2.183                                        |
| 1961 | 1961                                         |                                              | 2.357                                        | 2.357                                        |
| 1967 | 1967                                         |                                              | 2.779                                        | 2.779                                        |
| 1970 | 1970                                         |                                              | 3.034                                        | 3.034                                        |
| Datenquelle: Historisches Gemeindeverzeichnis für Hessen: Die Bevölkerung der Gemeinden 1834 bis 1967. Wiesbaden: Hessisches Statistisches Landesamt, 1968. Weitere Quellen: |                                              |                                              |                                              |                                              |

### Religionszugehörigkeit
Quelle: Historisches Ortslexikon
| • 1885: | 036 evangelische (= 4,08 %), 847 katholische (= 95,92 %) Einwohner   |
| • 1961: | 466 evangelische (= 19,77 %), 1878 katholische (= 79,68 %) Einwohner |

## Politik

### Ortsbeirat
Für Bad Soden besteht, ebenso wie für die anderen Stadtteile von Bad Soden-Salmünster, ein Ortsbezirk nach der Hessischen Gemeindeordnung. Im Ortsbeirat sind die CDU, die GWL und die SPD vertreten. Bei den Kommunalwahlen 2021 erlangte die CDU 2 Sitze, die GWL 3 Sitze und die SPD 2 Sitze im Ortsbeirat. Ortsvorsteher ist Tobias Schneider (GWL).

### Wappen
Am 30. März 1967 wurde der Stadt Bad Soden bei Salmünster im damaligen Landkreis Schlüchtern, Regierungsbezirk Wiesbaden, ein Wappen mit folgender Blasonierung verliehen: In Blau ein schräglinks gestellter goldener Bischofsstab, darunter aus silberner Brunnenschale aufsteigend eine silberne Fontäne, rechts oben in silbernem Schild ein durchgehendes schwarzes Kreuz.

## Wirtschaft und Infrastruktur

### Bildung

#### Kindertagesstätte
Seit 1975 gibt es in Bad Soden eine Kindertagesstätte, unter der Trägerschaft der Katholischen Kirchengemeinde St. Laurentius. Sie ist mit 7 Gruppen für insgesamt bis zu 130 Kindern, in Ganz- oder Halbtagsbetreuung, auch mit Mittagsverpflegung ausgelegt.

#### Schulen
In Bad Soden befindet sich eine Grundschule. Der benachbarte Ortsteil Salmünster verfügt mit der Henry-Harnischfeger-Schule sowohl über eine Grundschule als auch eine integrierte Gesamtschule, die für das gesamte Umland zuständig ist. Andere weiterführende Schulen sind die Friedrich-August-Genth-Schule, eine (Kooperative Gesamtschule) in Wächtersbach, das Ulrich-von-Hutten-Gymnasium in Schlüchtern und das Grimmelshausen-Gymnasium in Gelnhausen.

### Kurort
Bad Soden ist ein Kurort für Rheuma, Kreislauf, Rehabilitation und Akupunkturbehandlung. Zentrale Basis des Kurortes sind die vielen Solequellen, die u. a. für ein Thermal-Sole-Hallenbad genutzt werden:
| Nr. | Name                           | Eigenschaften | Bemerkungen                                                              |
| --- | ------------------------------ | --- | ------------------------------------------------------------------------ |
| 1   | Barbarossaquelle               | HCO3−-1.978 mg/l                                                                                                  | Entdeckung und Freilegung: 11. September 1837                            |
| 2   | Fritz-Hamm-Sprudel,            | HCO3−-3350 mg/l; Eisen-, jod- und kohlensäurehaltige Sole; Teufe 503 m                                            | Ausbruch: 29. November 1971                                              |
| 3   | Huttenquelle                   | HCO3−-180 mg/l | Freilegung: 1880                                                         |
| 4   | König-Heinrich-Sprudel         | HCO3−-4048 mg/l; „eisen- und kohlensäurehaltige Thermal-Sole“ Artesischer Brunnen                                 | Durchbruch: 25. September 1928; früher nach Bgm. Radke-benannter Sprudel |
| 5   | Karl-Roth-Quelle               | HCO3−-50,3 mg/l                                                                                                   | Durchbruch: 21. Dezember 1909                                            |
| 6   | Otto-Quelle                    | In 6,5 m aufgefunden, nach Otto Emmerich benannt, eisenreiche Kochsalzquelle                                      | Freilegung: 1880                                                         |
| 7   | Pacificus-Sprudel              | HCO3−-1996 mg/l; Teufe 400 m. Bei seiner Entdeckung galt er als der kohlensäurehaltigste Solesprudel Deutschlands | Durchbruch: am 7. August 1909                                            |
| 8   | Roland-Quelle                  | HCO3−-1.629 mg/l                                                                                                  | Freilegung: 1886                                                         |
| 9   | Sprudel II (alter Badesprudel) | Teufe 50 m | Freilegung: 1880                                                         |
| 10  | Sprudel I, Trinksprudel I      | Teufe 114 m | Erbohrung: 1970                                                          |

### Verkehrsanbindung

#### Straße
Durch Bad Soden verläuft die Landesstraße L3178 die den Ort mit den weiteren Ortsteilen Romsthal, Eckardroth und Kerbersdorf im Norden sowie Salmünster, Hausen und Mernes im Süden verbinden.
Der nächste Autobahnanschluss ist Bad Soden-Salmünster, (AS 46) an der A 66 (Frankfurt–Fulda).

#### Bahn
Der nächste Bahnhof befindet sich im Ortsteil Salmünster an der Bahnstrecke Fulda–Frankfurt. Hier verkehrt die Regionalbahn, im Bereich Fulda–Frankfurt im Stundentakt. Der behindertengerecht ausgebaute Bahnhof ist Bahnhof Wächtersbach. Anschluss an Intercity (IC), Intercity-Express (ICE) gibt es in Fulda, Hanau und Frankfurt.

#### Fahrrad
Von Bad Soden aus besteht Anschluss an den Hessischen Radfernweg R3. Er führt als „Rhein-Main-Kinzig-Radweg“ von Rüdesheim nach Tann in der Rhön. In Wächtersbach besteht weiterhin Anschluss an den Vogelsberger Südbahnradweg.

### Nahverkehr

#### Regulärer Busverkehr
Ganzjährig verkehren in Bad Soden mehrere Buslinien des KVG. Sie schaffen z. B. mit den Linien MKK-76, MKK-80 und MKK-90 öffentliche Verkehrsanschlüsse zu allen Ortsteilen der Gemeinde Bad Soden-Salmünster, aber auch zu den nahen Gemeinden Wächtersbach, Bad Orb, Jossgrund, Brachttal, Steinau und Schlüchtern. Es gilt der Tarif des Rhein-Main-Verkehrsverbundes.

#### Autonom fahrende Kleinbusse
Versuchsweise verkehrte im Mai bis Dezember 2021, im Stadtteil Bad Soden, neben den Standardbussen, ein autonom fahrender Stadtbus. Der Versuchsbetrieb mit dem „EASY“ genannten Kleinbus eines französischen Herstellers, wurde als Pilotprojekt vom Main-Kinzig-Kreis, der Stadt Bad Soden-Salmünster sowie den beiden Unternehmen KVG Main-Kinzig und dem RMV gefördert. Der Bus fuhr bis zu elf km/h und hatte acht Sitzplätze. Zunächst noch mit einem Begleiter und ohne, später mit Passagieren, fuhr er, zur aller Zufriedenheit insgesamt 3000 km auf seinem 1,3 km langen Rundkurs.

### Freiwillige Feuerwehr Bad Soden
Wie alle Stadtteile Bad Soden-Salmünsters verfügt Bad Soden über einen eigenen Stützpunkt der Feuerwehr. Die Freiwillige Feuerwehr Bad Soden wurde am 19. März 1923 gegründet. Schon davor bestand eine Pflichtfeuerwehr. Zwischenzeitlich gibt es auch eine Jugendfeuerwehr.
Personalstärke der Einsatzabteilung beträgt 29 Personen, die der Jugendfeuerwehr 6 Personen.
Die Einsatz- und Gefahrenschwerpunkte sind:
Brandbekämpfung, technische Hilfeleistungen, Menschenrettung (Drehleiter), Absturzsicherung, Gefahrgut (G-ABC), Hochwasserschutz (Sandsackfüllmaschine, Schmutzpumpen)

## Sehenswürdigkeiten
- Burg Stolzenberg, heute Ruine, an der Via Regia gelegen, geht möglicherweise bis aufs 11./12. Jahrhundert zurück.
- Huttenschloss, wurde von der Familie von Hutten Anfang des 16. Jahrhunderts erbaut und bis uns 19. Jahrhundert bewohnt.
- Das 1703 erbaute ehemalige Rathaus Bad Sodens (jetzt Standesamt) mit Walmdach und Zwiebelturm (1866 hinzugefügt) ist das einzige Barock-Fachwerk-Rathaus Hessens. Es beherbergt ein Trauzimmer mit Stilmöbeln und ist Sitz einer Nähgruppe für historische Kostüme.
- Bad Soden verfügt über zwei Kirchen, die katholische Kirche St. Laurentius mit neogotischem Westwerk (1896) und Turm sowie die evangelische Erlöserkirche.
- Im Kurpark ist der am 25. September 1928 ausgetretene König-Heinrich-Sprudel, der seither zweimal nachgebohrt wurde (1974 und 1984), zugänglich, eine der eisenhaltigsten Quellen Deutschlands. Das nicht trinkbare Wasser (1 Liter enthält ca. 90 Gramm Salz) wird ausschließlich zu Solbädern eingesetzt. Das kleine Gradierwerk im Kurpark stammt erst von 2006 und hat die Funktion eines Freiluftinhalatoriums; ein historisches Schwarzdorn-Gradierwerk zur Konzentration und Reinigung der Sole vor dem Siedeprozess hat es in Bad Soden, wo immer nur die ältere Kastengradiertechnik angewandt wurde, nie gegeben.
- Zentrum des zeitgenössischen Kurbezirks ist die Spessart-Therme (2005) mit 28 °C und 35 °C warmem Thermalwasser mit bis zu 10 % Solegehalt. Die Blockhaus-Saunalandschaft mit einer russischen Banjas, Erdsauna und Eventsauna im Kurpark ist das ganze Jahr nutzbar; ein Besuch im Winter inklusive Wenik-Quästen und Abkühlung im Schnee bietet Abgehärteten indes ein Erlebnis, das dem Original recht nahekommt. Eine Salzgrotte (2008 eröffnet) mit Wänden und Boden aus dem Salz des Toten Meeres dient zu einer 45-minütigen Inhalation bei 45 % Luftfeuchtigkeit und einer Temperatur von 22 °C. Die Anwendung in diesem besonderen Mikroklima dient der Befreiung der oberen Atemwege. Eine begehbare Kältekammer[24], die auf -110 °C heruntergekühlt ist, wird zur Kryotherapie bei rheumatischen Beschwerden eingesetzt sowie von Sportlerinnen und Sportlern zur Leistungssteigerung genutzt.

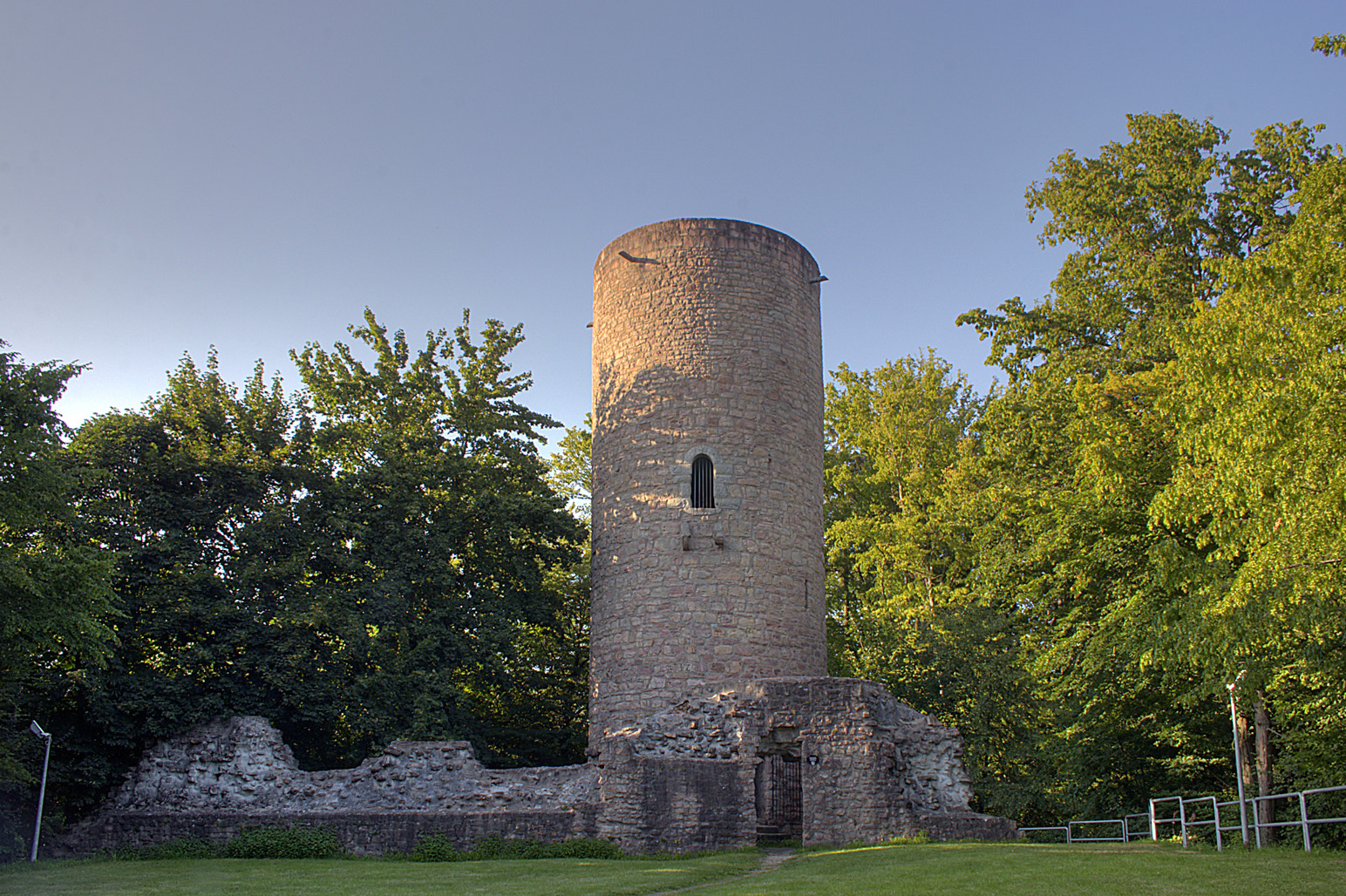
Burg Stolzenberg
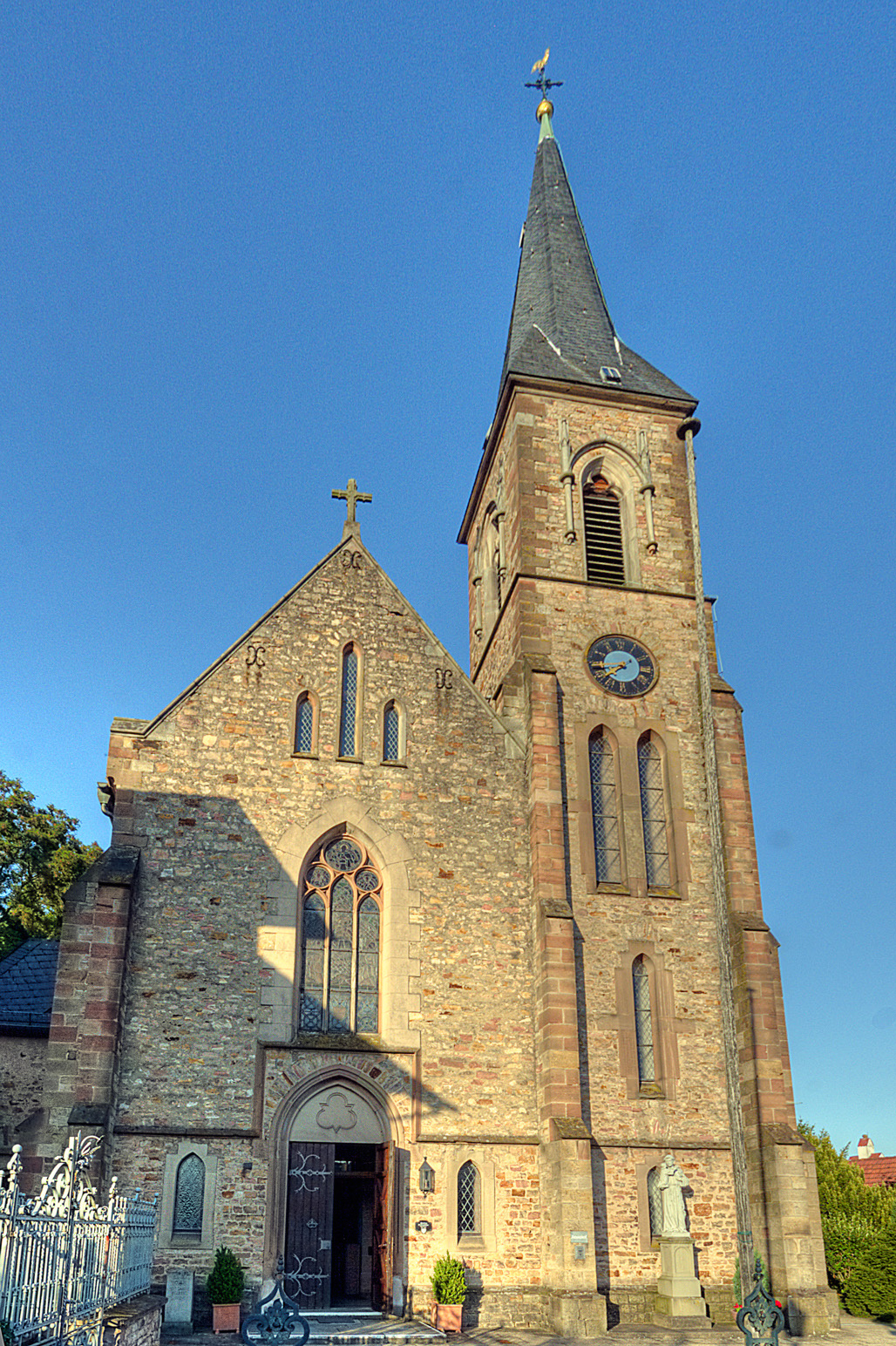
Pfarrkirche St. Laurentius
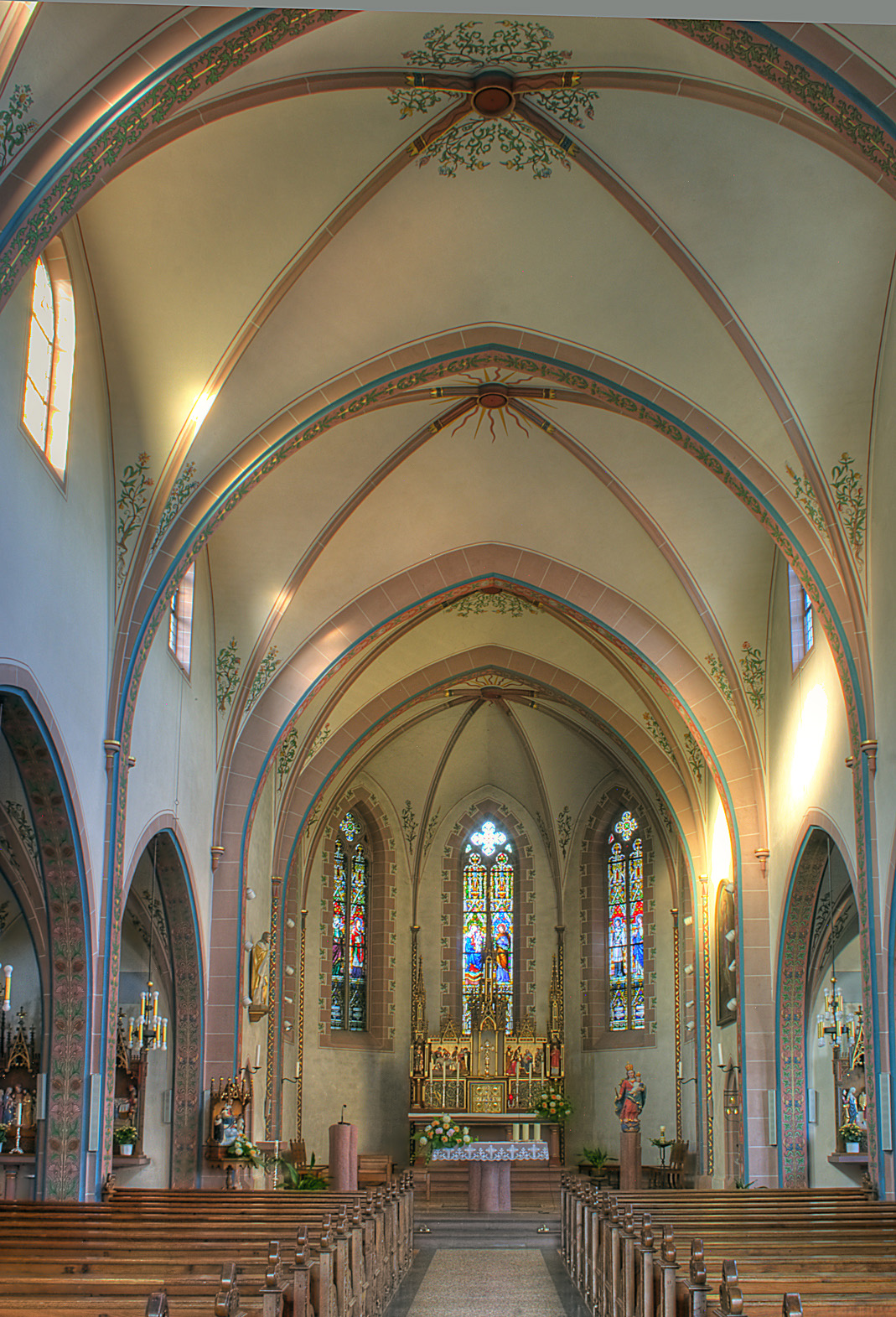
Pfarrkirche St. Laurentius (innen)
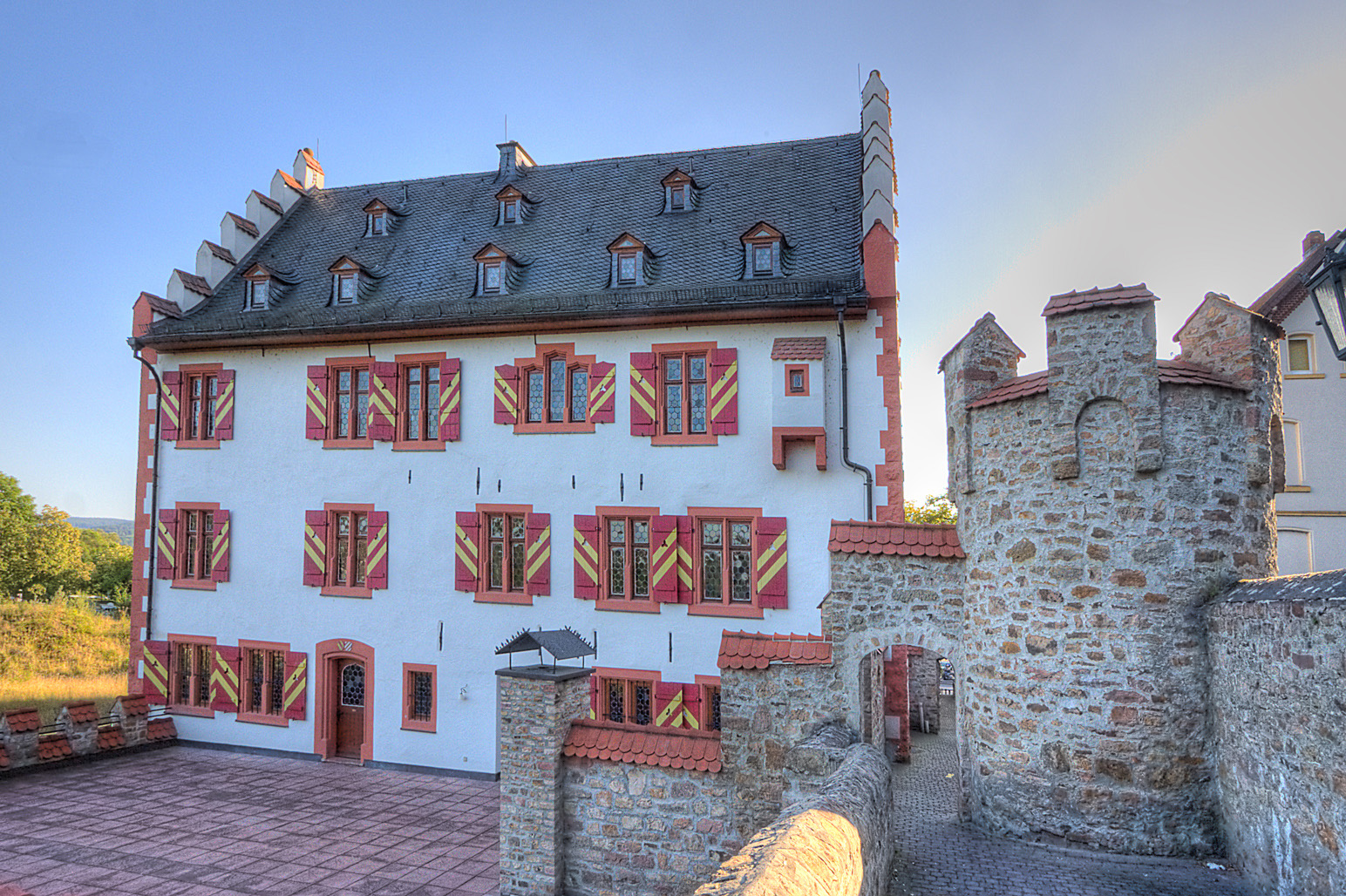
Huttenschloss, erbaut 1536 von Lukas von Hutten
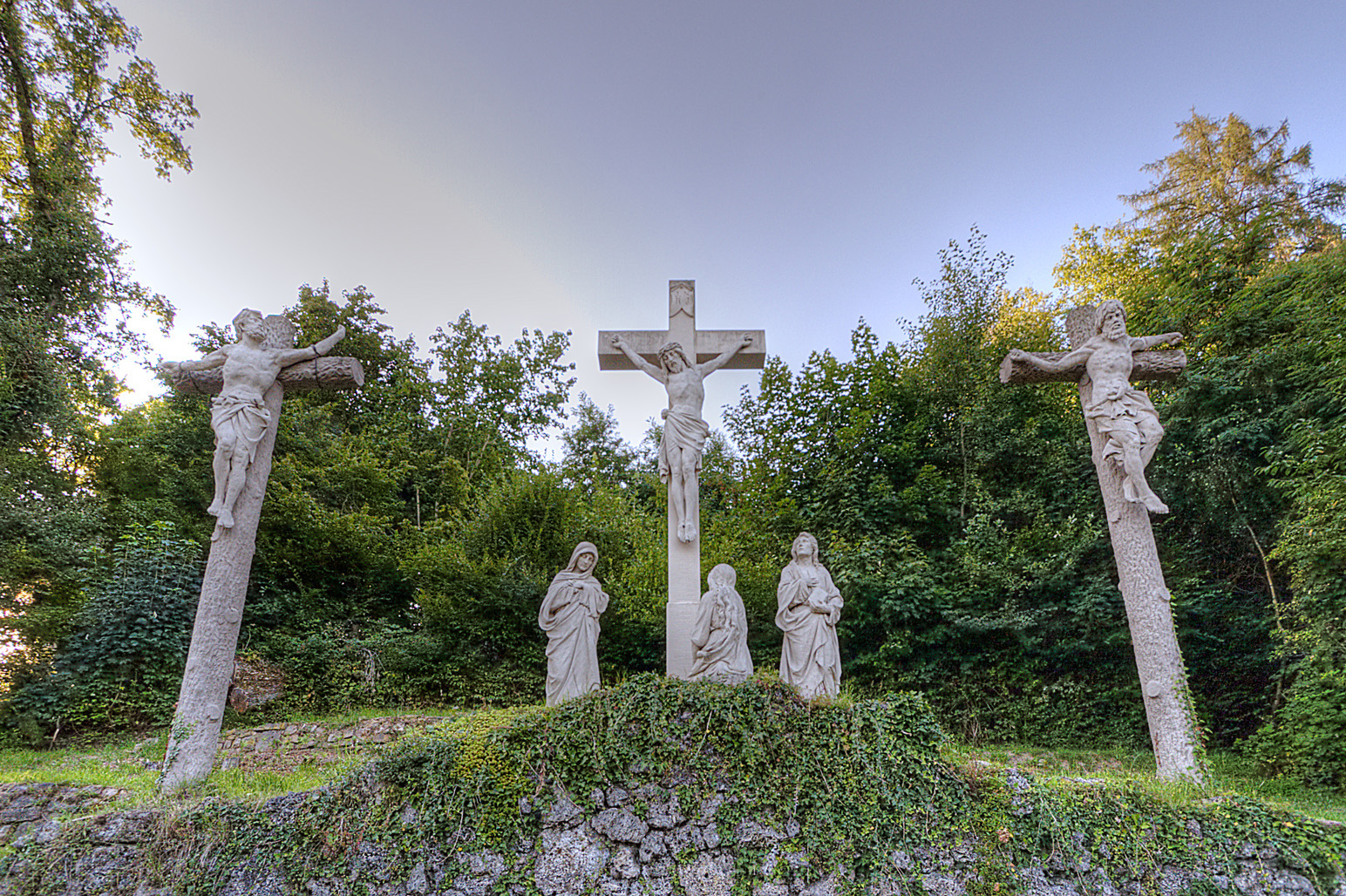
Kreuzigungsgruppe (1905)

## Freizeit und Tourismus

### Wohnmobilstellplatz
Bad Soden verfügt über einen Wohnmobilstellplatz mit 34 (ab 2022 mit 38) Stellplätzen. Die einzelnen Stellplätze sind mit Stromanschlüssen über zugeordnete Versorgungssäulen ausgestattet.

### Wildpark
Der in den 1960er Jahren angelegte Wildpark liegt im Sodener Stadtwald. Als Anziehungspunkt für die Kur und die örtliche Bevölkerung, wurde er im Laufe der Zeit mehrfach vergrößert und hat heute eine Fläche von 16 ha. Er beherbergt nur in Deutschland heimische Tierarten: Rotwild, Damwild, Schwarzwild und das ursprünglich aus Korsika stammende Muffelwild.  Der Park ist ganztägig und auch am Wochenende geöffnet. Der Eintritt ist frei.

### Wanderwege

Symbol der Jakobsmuschel als Wegweiser am Jakobsweg

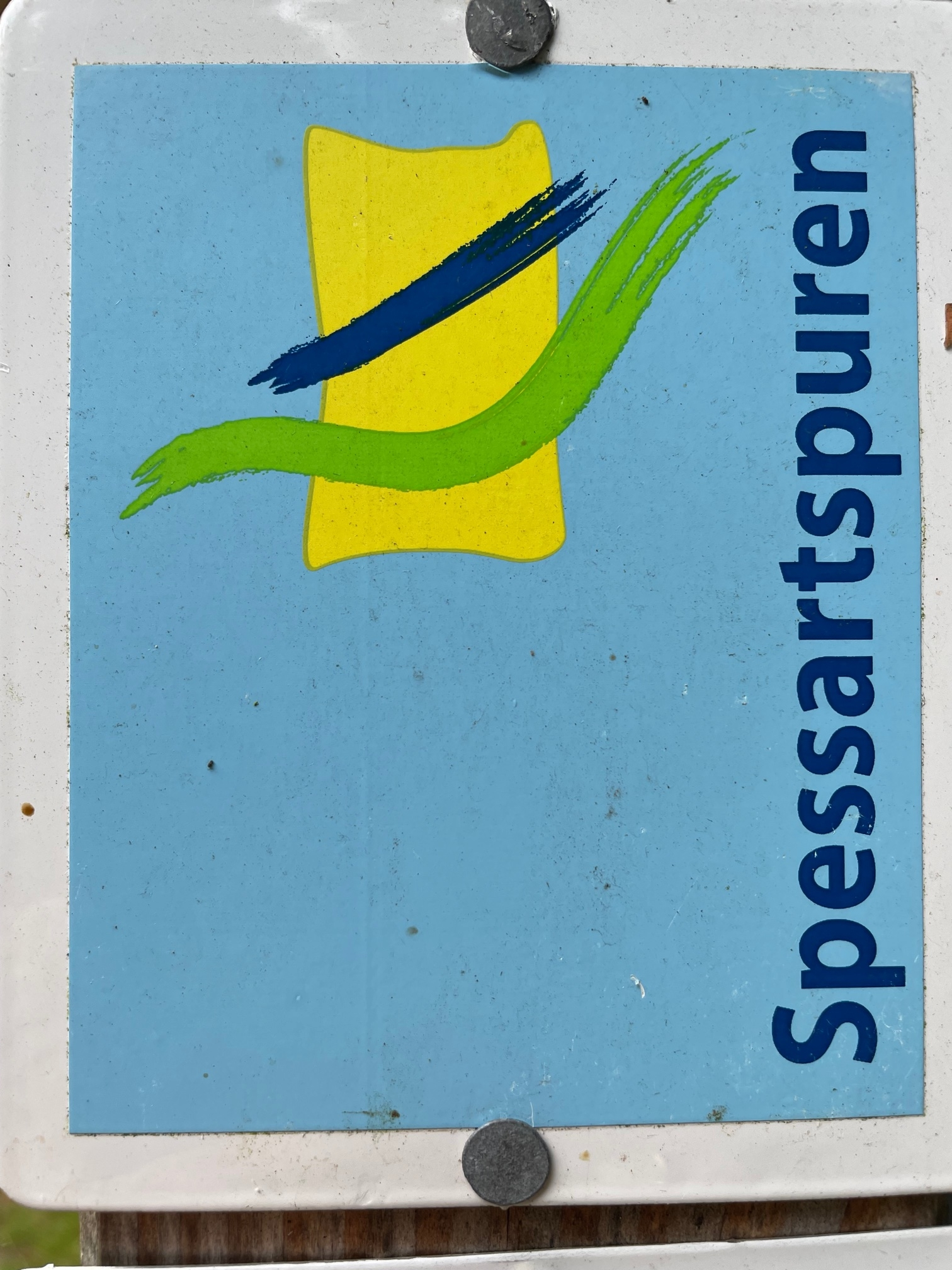
Wegmarkierung der „Spessartspuren“

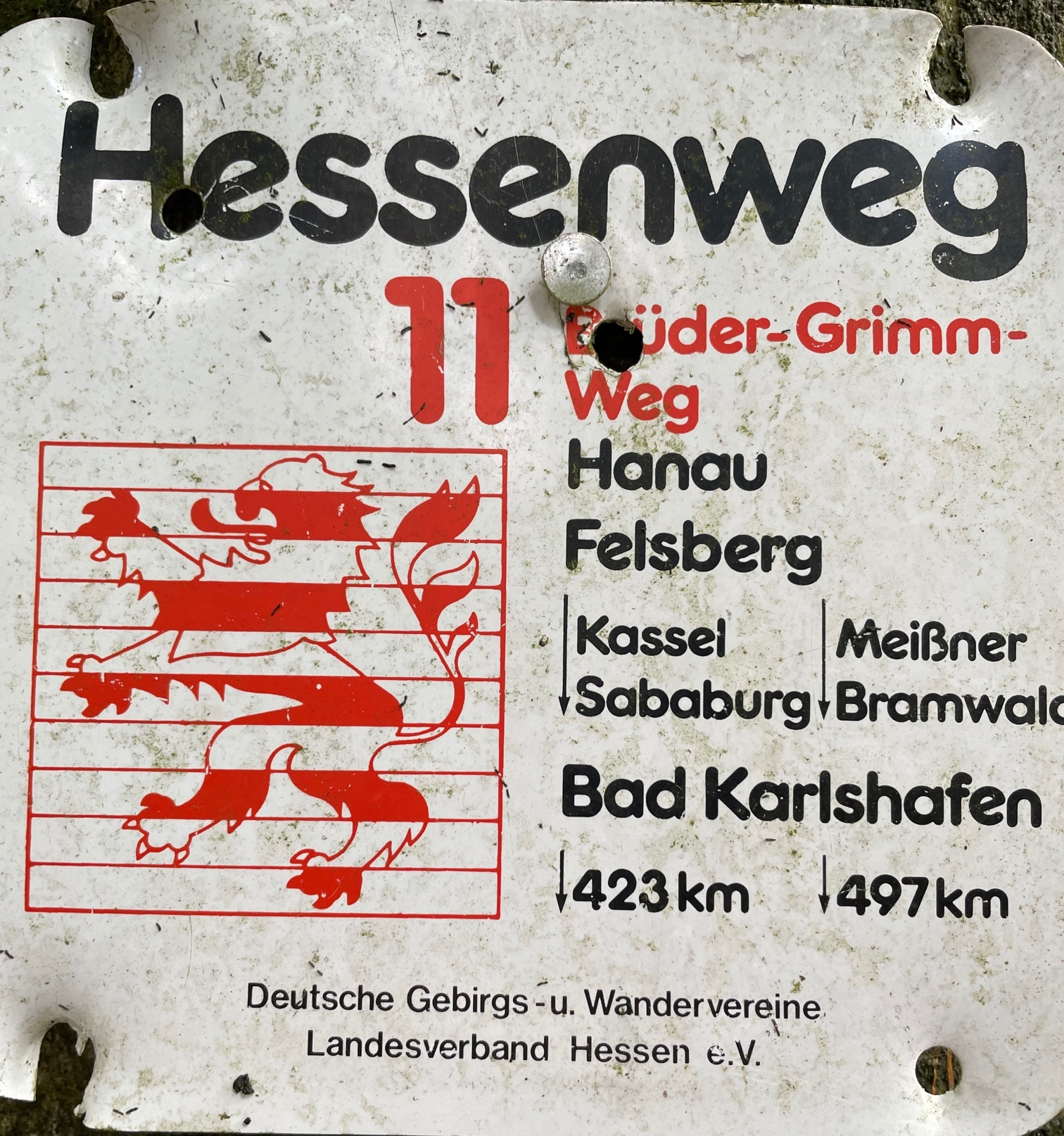
Kennzeichnung des Fernwanderweges Brüder-Grimm-Weg

Viele Wanderwege mit unterschiedlichen Längen und Ansprüchen gehen von Bad Soden aus.

#### Jakobsweg 16
Bad Soden ist ebenso wie Salmünster Station  am Jakobsweg 16, der von Fulda über Frankfurt (124 km) und Mainz (48 km) nach Trier(164 km) bzw. Worms(65 km) führt. Er orientiert sich am Verlauf einer alten Handelsstraße, der Via Regia, wo schon im Mittelalter Pilger gegangen sind, um zu dem berühmten Wallfahrtsort Vézelay in Frankreich bzw. Le Puy dem Ausgangspunkt des französischen Weges nach Santiago de Compostela in Spanien zu gelangen. Der Weg ist durchgängig mit dem europäischen Muschelzeichen (Bild) markiert. Von Salmünster führt der Weg weiter über Wächtersbach zur nächsten Station in Wirtheim.

#### Spessartfährte „Stolzenberger Ritterblick“
Offene Fluren rund um Bad Soden eröffnet die Spessartfährte „Stolzenberger Ritterblick“. Der nur 7 km lange Rundwanderweg ist eine von 9 Spessartfährten, die längs des Spessartbogens (über einen Zubringer von Bad Soden erreichbar) konzipiert wurden und die ein intensiveres Kennenlernen der Landschaft ermöglichen. Der Weg ist als sehr leicht eingestuft.

#### Spessartspur „Bad Sodener Waldgeflüster“
Spessartspuren  sind kurze und einfache Wanderwege, die eher unter das Stichwort Spazierwandern einzuordnen sind. Einer davon ist „Bad Sodener Waldgeflüster“. Es ist ein nur knapp 5 km langer, 2019 zertifizierter, abwechslungsreicher Premiumrundweg, „mit Stadtansichten und gut gangbaren, reizvollen Pfaden durch Stadtwald samt Wildgehege“. Der Weg ist mit ÖPNV erreichbar.

#### Hessenweg 11
Ein weiterer Fernwanderweg mit Bezug zu Bad Soden ist der „Hessenweg 11“, Brüder-Grimm-Weg. Er beginnt in Hanau, der Geburtsstadt der Brüder Grimm. Ein erstes Ziel ist Gelnhausen, ehe er durch den Büdinger Wald Wächtersbach, weiter Bad Soden und schließlich Steinau an der Straße erreicht, den Ort, in dem sie einen Teil ihrer Jugend verbrachten. Der Weg führt in vielen Etappen nach Gensungen.
Ab da geht es in zwei Varianten weiter über Sababurg nach Bad Karlshafen (423 km) bzw. zum Hoher Meißner (497 km), das sind Orte, die mit Märchen der Brüder Grimm in Verbindung gebracht werden.

## Persönlichkeiten

### Ehrenbürger

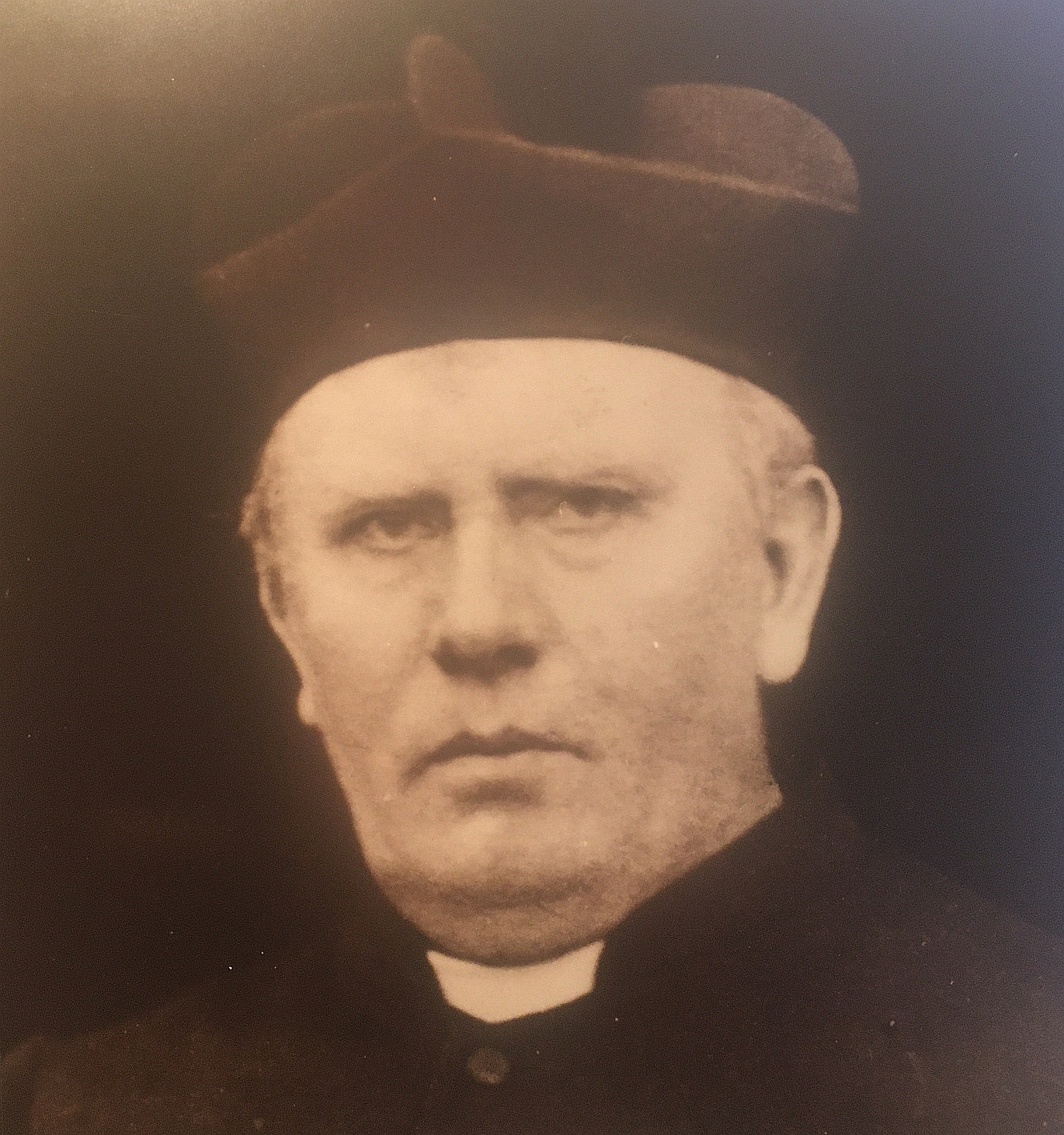
Pacificus Schulz, Geistlicher und Ehrenbürger von Bad Soden

- Pacificus Schulz (1843–1924), Geistlicher Rat, war erster Kaplan, und ab 1888 Pfarrer in Soden. Dort setzte er sich sehr engagiert für den Bau der St. Laurentiuskirche ein, organisierte und vollendete ihn (1893–1896)[34]. Wichtige Impulse für die Entwicklung der Bäderkultur in Soden gingen von ihm aus, unter anderem durch Gründung der Kurpension „Marienheim“ (1913) (heute Fachklinik St. Marien am Stolzenberg). Ebenso wirkte er auf karitativ-sozialem Gebiet, mit einer Kinderheilanstalt (1903–1906) (heute „St. Lioba“)[35]. Die Stadt zeichnete ihn mit der Ehrenbürgerschaft und mit der Benennung der „Pacificusstraße“ aus. Auch eine der Quellen Bad Sodens trägt seinen Namen.
- Sebastian Herbst (1866–1946), Holzschnitzer, gründete eine Bildhauerei und eine weit über die Region bekannte Möbelfabrik. Die Innenausstattung der St. Laurentius-Kirche stammt aus seiner Werkstatt. 1931 wurde ihm das Ehrenbürgerrecht der Stadt Bad Soden verliehen und später im 3. Reich durch die Nazis aberkannt. Herbst wurde enteignet und die Fabrik für militärische Zwecke missbraucht. „Die Ehre des Fabrikanten Sebastian Herbst wurde posthum (am 6. November 2019) wieder hergestellt“[36]. Nach ihm ist der Sebastian-Herbst-Straße in Bad Soden benannt.
- Karl (alt: Carl) Roth – Quellenchemiker; nach ihm wurde eine der Quellen Bad Sodens benannt.

### Söhne und Töchter der Stadt
- Anton Grauel (1897–1971), Bildhauer aus einer alten Sodener Künstlerfamilie, Schüler von Josef Steinle (Fulda) und Professor Richard Scheibe (Städelschule), ab 1951 in den USA und international tätig. Das Kriegerdenkmal (1930) am Sebastian-Herbst-Platz in Bad Soden stammt von ihm[37][38].
- Otto Gandenberger (1928–2019), Wirtschaftswissenschaftler und Professor für Finanzwissenschaft an der Ludwig-Maximilians-Universität München. Er war Wissenschaftlicher Beirat des Bundesministeriums der Finanzen und Mitunterzeichner des eurokritischen Manifests: Die währungspolitischen Beschlüsse von Maastricht: Eine Gefahr für Europa

### Mit Bad Soden verbundene Persönlichkeiten
- Frowin von Hutten (um 1469–1529) Ritter, Amtmann und Hofbeamter im Dienste des Mainzer Erzstiftes und anderer Herren, durch Erbteilung war er Eigentümer des Burghofs zu Salmünster, des Amtes Salmünster und Anderem[39], auch am Burgsitz in Soden war er beteiligt. Letzteres verlor er 1522 wegen seiner Beteiligung an der Fehde gegen Kurtrier, erhielt es aber 1526 wieder zurück. Nach ihm ist die Frowin-von-Hutten-Straße in Bad Soden benannt.
- Lukas (Elias) von Hutten (*um 1500, † 1546), (Sohn des Dietrich von Hutten (* 1470) und Magdalena von Lichtenstein) und seine Frau Apollonia von Frankenstein († 1540)[40] ließen 1536 durch den Steinauer Meister Asmus die Talburg, auch das „Kleine Schloss“ genannt, mit Staffelgiebeln errichten. Sie bezogen schon bald diese neue Residenz in Soden, nachdem sie die verfallende Burg Stolzenberg aufgegeben hatten. Lukas, der 1540 auch Burggraf der Burg zu Gelnhausen war, blieb kinderlos, sodass sein Besitz später an die Neffen fiel, die eine rege Bautätigkeit entwickelten[41].
- Georg Vitriarius errichtete 1875 eine erste private Badeanstalt im Huttenschloss in Bad Soden. Seine Witwe setzte die Aktivitäten fort und errichtete unter anderem die Villa Vitriarius (Kurhaus).
- Carl Gladitz, rathäusliche Beamter „in Soden bei Salmünster“, erfand 1895 den Schnellhefter (Patent DRP 84487 beim Kaiserlichen Patentamt in Berlin). Die unter seiner Mitwirkung gegründete Firma Stolzenberg war in den 1920er Jahren der führende Büroausstatter Deutschlands[42]. Nach ihm ist die Carl-Gladitz-Straße in Bad Soden benannt.
- Friedrich (Fritz) Hamm (* 1916, Mainz - 1981), Bürgermeister (1961–1974) und Kurdirektor von Bad Soden (1963–1980). Er gilt als „Pionier des modernen Heilbades“ Bad Soden und ebenso als Modernisierer der Infrastruktur der Stadt. Nach ihm benannt ist der Fritz-Hamm-Sprudel, der auf seine Anregung hin in den Kinzigauen erbohrt worden ist. Dieser Sprudel liefert die Sole für das Bewegungsbad[43][44].